# Александрув (Ліпський повіт)
Александрув (пол. Aleksandrów) — село в Польщі, у гміні Сенно Ліпського повіту Мазовецького воєводства.
Населення — 113 осіб (2011).

## Демографія
Демографічна структура станом на 31 березня 2011 року:
|          | Загалом | Допрацездатний вік | Працездатний вік | Постпрацездатний вік |
| -------- | ------- | ------------------ | ---------------- | -------------------- |
| Чоловіки | 61      | 15                 | 39               | 7                    |
| Жінки    | 52      | 14                 | 24               | 14                   |
| Разом    | 113     | 29                 | 63               | 21                   |